# Psylla kotejai
Psylla kotejai är en insektsart som beskrevs av Jowita Drohojowska och Jan Klimaszewski 2006. Psylla kotejai ingår i släktet Psylla och familjen rundbladloppor. Inga underarter finns listade i Catalogue of Life.